# Joe Roberts (actor)
Joe Roberts (2 de febrero de 1871 – 28 de octubre de 1923) fue un actor cómico estadounidense, conocido por su trabajo junto a Buster Keaton. Apareció en 16 de los 19 cortometrajes mudos que Keaton hizo durante los años 1920.

## Biografía
Roberts nació en la ciudad de Amsterdam (Nueva York). Comenzó su carrera trabajando como actor de vodevil, siendo apodado "Big Joe" debido a su gran estatura. Formó parte del trío "Moreland, Thompson, and Roberts", junto a los actores Charles A. Moreland y Minnie May Thompson. Luego creó el trío "Roberts, Hays and Roberts", junto a su esposa Lilian y el actor Ed Hayes. El grupo recorrió varias ciudades de Estados Unidos, llegando posteriormente a presentarse incluso en Inglaterra.
En 1910, Roberts y su esposa se unieron a la Actors' Colony, una comunidad de actores y artistas ubicada en Muskegon (Míchigan). La casa que construyeron estaba ubicada al lado de la familia Keaton, formándose una amistad entre ellos. Tras la muerte de su esposa en 1918, Roberts se unió a los actores Lew Pearl y Nina Straw, con quienes creó un nuevo trío de vodevil. Roberts y Straw contrajeron matrimonio en 1919.
El actor se unió a la compañía cinematográfica de Buster Keaton en 1920, luego que la colaboración entre Keaton y Roscoe Arbuckle llegara a su fin. Debido a la diferencia de tamaño entre Keaton y Roberts, el actor generalmente interpretaba roles de villano o de figuras de autoridad como policías. Su primer papel fue en el cortometraje Una semana (1920), donde tuvo un rol no acreditado. Luego participó en títulos como Convict 13 (1920), The Scarecrow (1920), The Goat (1921), Cops (1922) y La casa eléctrica (1922). Roberts actuó además en dos largometrajes de Keaton, Three Ages y Our Hospitality, ambos estrenados en 1923.
Roberts también participó en algunos filmes por su cuenta. En 1922 apareció en The Primitive Lover, una película protagonizada por Constance Talmadge y Harrison Ford. También actuó junto a Clyde Cook en el cortometraje The Misfit (1924), el cual fue estrenado de forma póstuma.
Joe Roberts falleció tiempo después de haber participado en Our Hospitality. La causa de su muerte varía según la fuente, apareciendo en algunas como un ataque cerebrovascular y en otras como un ataque cardíaco.